# Селеспийд
Селеспийд(итал."Selespeed") е електрохидравлична трансмисия, използвана в автомобилите Алфа Ромео, разработена от италианската компания Магнети Марели и произведена от Грациано Трансмисиони.
Първата генерация от тази система е представена през 1999 г. Първия оборудван с нея автомобил е Алфа Ромео 156. Това е първата кола в своя клас с такава роботизирана скоростна кутия. Тази първа версия притежава бутони на волана за смяна на предавките. С фейслифта на 156 през 2002 г. тези бутони са заменени от превключватели на лопатките поради нов дизайн на волана.